# Turówko
Turówko (deutsch Thurowken, 1938 bis 1945 Turauken) ist ein Dorf in der polnischen Woiwodschaft Ermland-Masuren. Es gehört zur Gmina Kozłowo (Landgemeinde Groß Koslau, 1938 bis 1945 Großkosel) im Powiat Nidzicki (Kreis Neidenburg).

## Geographische Lage
Turówko am Westufer der Thurowker Sees (1938 bis 1945 Turauker See, polnisch Jezioro Turowskie) liegt im Südwesten der Woiwodschaft Ermland-Masuren, 33 Kilometer südöstlich der einstigen Kreisstadt Osterode (Ostpr.) (polnisch Ostróda) bzw. 16 Kilometer nordwestlich der heutigen Kreismetropole Nidzica (deutsch Neidenburg).

## Geschichte
Die erste Erwähnung des vor 1785 Thurowko genannten Dorfs geht in das Jahr 1700 zurück. Im Jahre 1874 wurde sowohl die Landgemeinde Thurowken als auch der Gutsbezirk Thurowken in der Amtsbezirk Wittmannsdorf (polnisch Witramowo) im Kreis Osterode in Ostpreußen eingegliedert, dann am 8. Dezember 1892 in den Amtsbezirk Seythen (polnisch Sitno) umgegliedert. Im Jahre 1910 zählte Thurowken 211 Einwohner, von denen 122 zur Landgemeinde und 89 zum Gutsbezirk gehörten.
Am 30. September 1928 wurde der Gutsbezirk Thurowken in die Landgemeinde Thurowken eingemeindet. Die Einwohnerzahl belief sich 1933 auf 238. Aus politisch-ideologischen Gründen der Abwehr fremdländisch klingender Ortsnamen erhielt Thurowken am 3. Juni – amtlich bestätigt am 16. Juli – 1938 die Umbenennung in „Turauken“. 1939 betrug die Zahl der Einwohner 204.
In Kriegsfolge wurde 1945 das gesamte südliche Ostpreußen an Polen überstellt. Turauken erhielt die polnische Namensform Turówko und ist heute mit dem Sitz eines Schulzenamts (polnisch Sołectwo) eine Ortschaft im Verbund der Gmina Kozłowo (Landgemeinde Groß Koslau, 1938 bis 1945 Großkosel) im Powiat Nidzicki (Kreis Neidenburg), bis 1998 der Woiwodschaft Olsztyn, seither der Woiwodschaft Ermland-Masuren zugehörig. Im Jahre 2011 zählte Turówko 177 Einwohner.

## Kirche
Bis 1945 war Thurowken resp. Turauken in die evangelische Kirche Waplitz (polnisch Waplewo) in der Kirchenprovinz Ostpreußen der Kirche der Altpreußischen Union sowie in die römisch-katholische Kirche Thurau (polnisch Turowo) im Bistum Ermland eingepfarrt.
Der Bezug zur katholischen Kirche im jetzt Turowo genannten Ort ist bis heute geblieben. Evangelischerseits besteht die Verbindung zu Gardyny (Groß Gardienen), einer Filialkirche der Pfarrei Nidzica in der Diözese Masuren der Evangelisch-Augsburgischen Kirche in Polen.

## Verkehr
Turówko ist von Turowo aus auf direktem Weg zu erreichen. Eine Anbindung an den Bahnverkehr besteht nicht.